# Homophyton verrucosum
Homophyton verrucosum är en korallart som först beskrevs av Karl Möbius 1861.  Homophyton verrucosum ingår i släktet Homophyton och familjen Anthothelidae. Inga underarter finns listade i Catalogue of Life.